# پائولو آندروچی
پائولو آندروچی (انگلیسی: Paolo Andreucci؛ زادهٔ ۲۱ آوریل ۱۹۶۵) راننده رالی اهل ایتالیا است. آندروچی ۱۱ بار در رویداد رالی سانرمو در سری مسابقات قهرمانی رالی ایتالیا به پیروزی رسیده است.